# Pseudophoxinus battalgilae
Pseudophoxinus battalgilae är en fiskart som beskrevs av Bogutskaya, 1997. Pseudophoxinus battalgilae ingår i släktet Pseudophoxinus och familjen karpfiskar. IUCN kategoriserar arten globalt som starkt hotad. Inga underarter finns listade i Catalogue of Life.